# BMW Motorrad

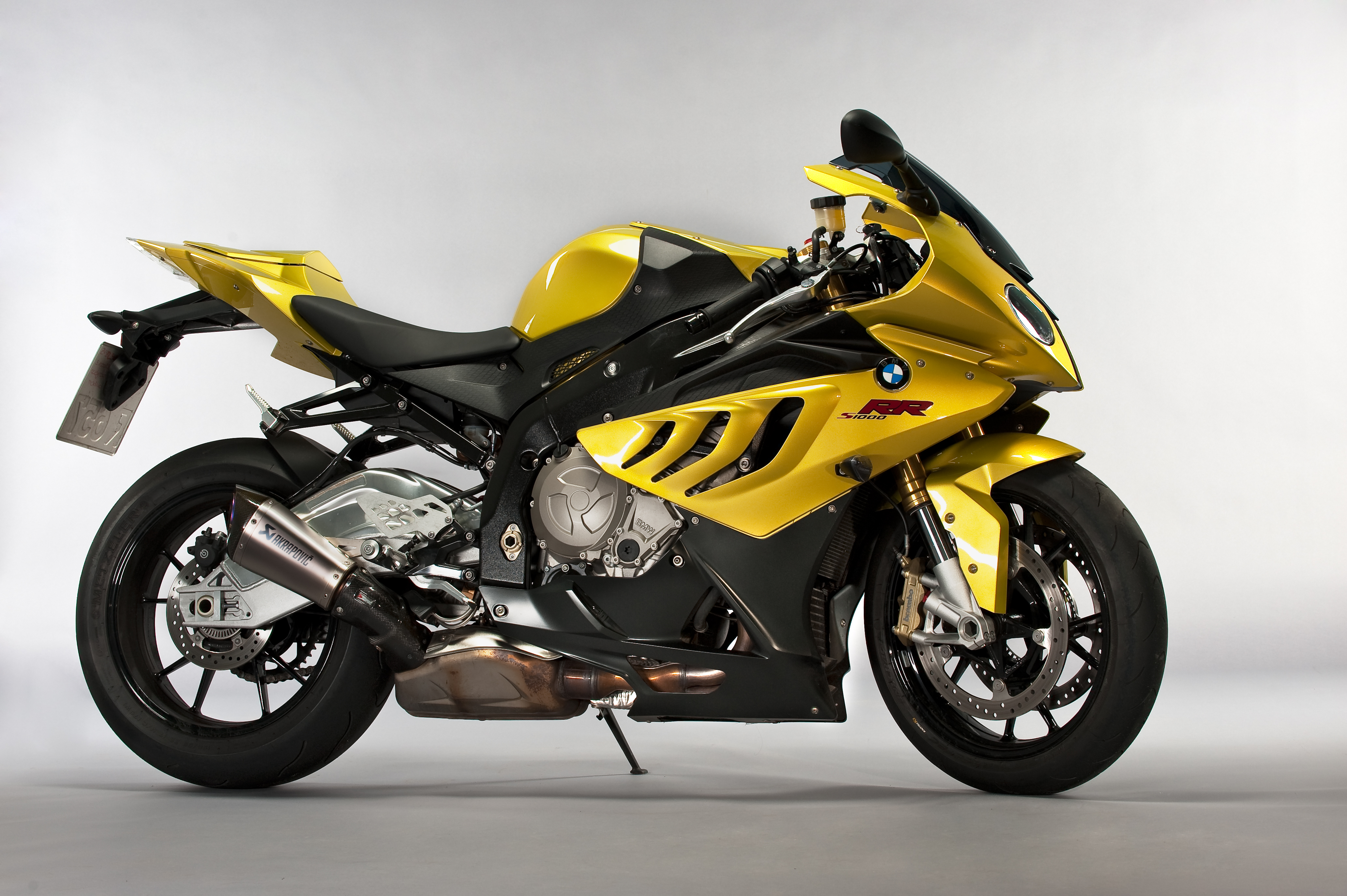
BMW S 1000 RR

BMW Motorrad är BMW:s produktion av motorcyklar som startade 1923. BMW Motorrad har 2600 anställda varav ca 1900 arbetar i huvudfabriken i Spandau i Berlin. och 700 vid utvecklingsavdelningen i München. Årsproduktionen ligger på cirka 100 000 motorcyklar (2012). BMW:s motorcyklar kännetecknas traditionellt av boxermotorer och kardandrift.

## Historia

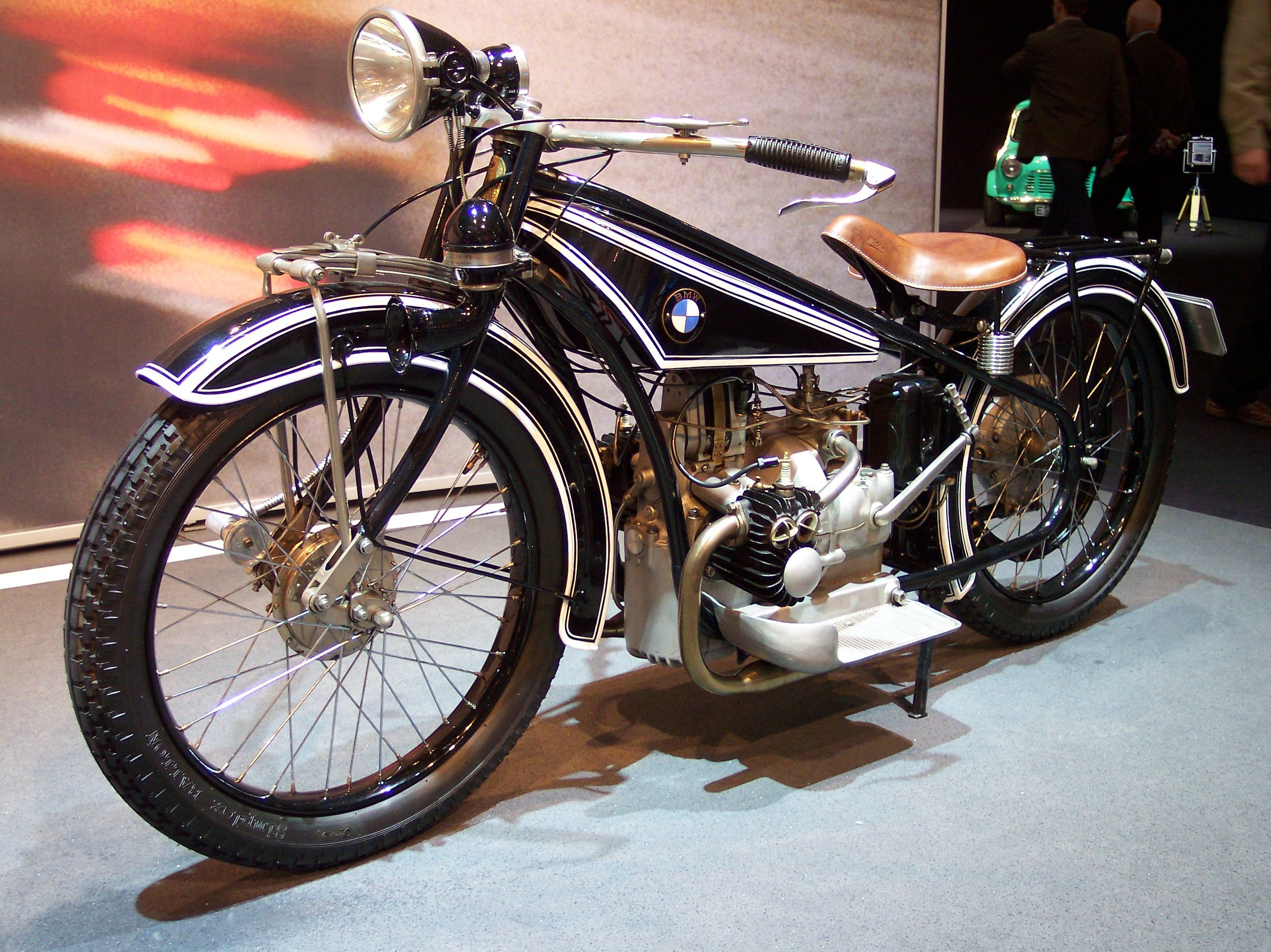
BMW R 32

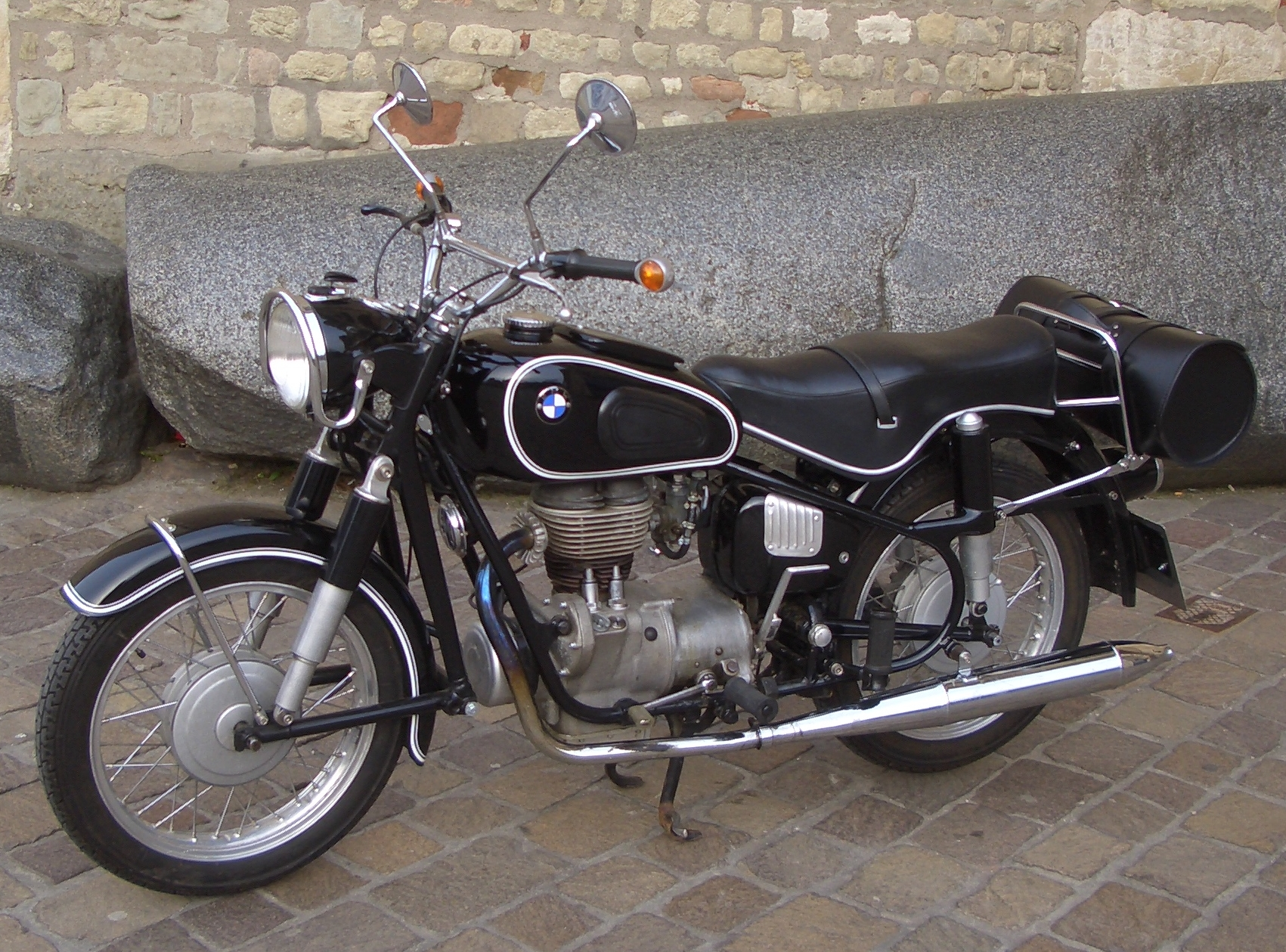
BMW R 26 (1960)

BMW började som en tillverkare av flygplansmotorer, men som en följd av Versaillesfördraget efter första världskriget var företaget hänvisat till annan produktion. BMW började bland annat tillverka industri- och lantbruksmaskiner. Chefskonstruktören Max Friz hade tidigare arbetat vid Daimler-Motoren-Gesellschaft i Stuttgart men lämnade efter en kontrovers och blev chefskonstruktör vid BMW och kom att ha ett avgörande inflytande över motorcykeltillverkningen och satsningen på en boxermotor. Friz vidareutvecklade boxermotorkonceptet, bland annat genom bättre kylning. 1921 följde produktionen av boxermotorn M2B15 som konstruerats av Friz som levererades till motorcykeltillverkare som Victoria i Nürnberg och Helios (Bayerische Flugzeugwerke). 

### R32 med boxer och kardan
1922 gick BMW samman med Bayerische Flugzeugwerke och 1923 följde den första motorcykeln från BMW - R32. BMW R32 lade grunden till efterkommande modeller med sin för BMW typiska boxermotor och kardandrift. Först 1994 tillverkade BMW en motorcykel med kedjedrift. R32 byggdes fram till 1926 i 3000 exemplar. De stora framgångarna man fick med den första modellen R32 föranledde en fortsättning. BMW fick snart framgångar på racingbanorna med sina motorcyklar som bland annat BMW-ingenjören Rudolf Schleicher var med och utvecklade med en stor framgång i BMW R37. 
R37 slog hastighetsrekord 1929 med föraren Ernst Henne som kom upp i 216 km/h och BMW kunde under en period titulera sig som världens snabbaste motorcykel. Henne förbättrade senare sitt rekord och kom som bäst upp i 279 km/h. Åren 1924-1929 vanns samtliga tyska mästerskap i 500-kubiksklassen av BMW-motorcyklar. En annan tävlingsframgång kom 1939 när Georg Meier vann Senior TT på Isle of Man. Under andra världskriget ställdes tillverkningen om till krigsproduktion och bland annat användes BMW:s motorcyklar (BMW R71) i ökenkriget i Nordafrika. 
Den första modellen efter andra världskriget följde 1948 då BMW R24 lanserades som baserades på förkrigsmodellen R23. 1949 var produktionen uppe i 9200 motorcyklar och 1950 17 000. Fabriken i Eisenach gick förlorad då den förstatligades som EMW och istället förlades motorcykelproduktionen till München. I fabriken i Spandau som BMW förvärvat under 1930-talet började man 1949 tillverka delar till motorcyklar. Fabriken hade grundats av Siemens & Halske för flygmotortillverkning och blev senare Brandenburgische Motorenwerke (Bramo) som 1939 blev en del av BMW och bland annat tillverkade flygplansmotorn 801. De äldsta fabriksdelarna används fortfarande. 1950-talet innebar en drastisk förändring där tillverkningen först steg och var uppe i 30 000 enheter 1954 för att 1957 vara nere i 5500. Under 1960-talet utvecklade motorcykeln från att vara ett bruksfordon till ett fritidsfordon. BMW kunde fira exportframgångar inte bara i Europa utan även i USA. 

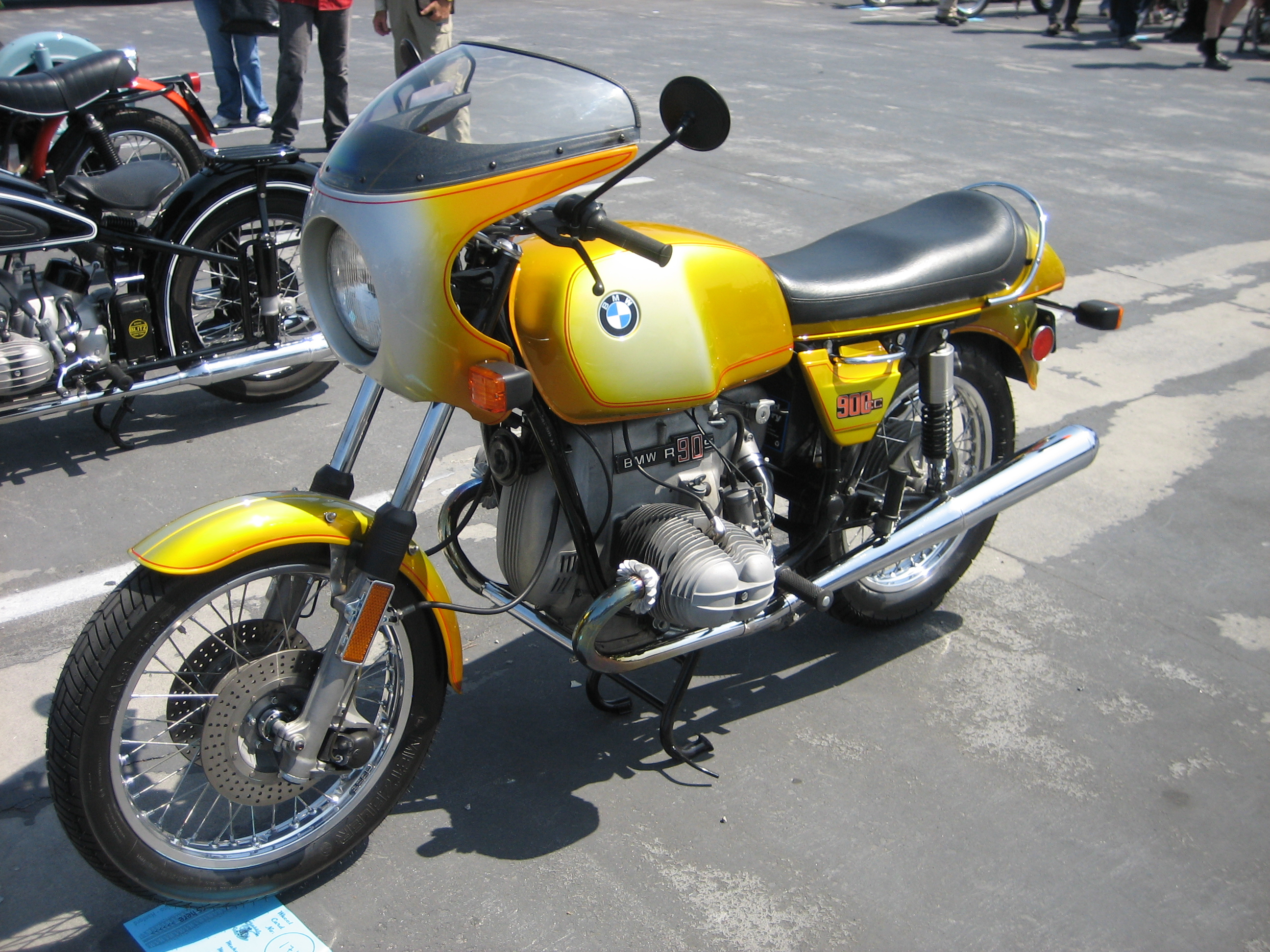
BMW R90S från 1975.

### Tillverkning i Berlin
1969 flyttades produktionen av motorcyklar till BMW:s fabrik i Spandau i Berlin medan utvecklingsavdelningen fanns kvar i München. Anledningen var att BMW-verken i München inte längre hade plats då personbilstillverkningens kapacitetsbehov vuxit. Sedan 1950-talet hade stegvis produktion överförts. 1969 arbetade 400 vid Berlinfabriken. I samband med flytten lanserade BMW den nya moderna motorcykelserien /5. 1973 firade motorcykeltillverkningen 50 år och motorcykeln nr 500 000 lämnade BMW.
Den nya generationen motorcyklar inledde en renässans med åter stigande produktionstal. I slutet av 1970-talet byggdes kapaciteten ut med en helt ny monteringshall för att kunna bygga 60 000 motorcyklar per år och utöka antalet anställda markant. 1977 invigdes den nya monteringshallen av förbundspresident Walter Scheel. Ytterligare utbyggnader följde och 1984 invigde förbundskansler Helmut Kohl en ytterligare moderniserad fabrik. Framgångar under 1970- och 1980-talet blev modeller som BMW R 90 S och BMW R 100 RS som har större motorer och kaross. 1983 följde den nya K-serien och 1988 var BMW den första motorcykeltillverkaren att använda ABS-bromsar. Utvecklingen hade sedan 1969 varit rasande men produktionen minskade i mitten av 1980-talet och 1986 tillverkades 32 000 motorcyklar. Däremot ökade BMW:s sin andel av världsmarknaden.
1991 tillverkades den miljonte motorcykeln från BMW. 1996 tillverkades den sista tvåventilsboxermotorn, en BMW-klassiker som sedan 1923 byggts i 685 830 exemplar. BMW upplevde under 1990-talet stigande försäljning och ett nytt rekordår blev 1999 då 65 186 enheter tillverkas och påföljande år tillverkades 74 614 motorcyklar. 2006 tillverkade man för första gången över 100 000 motorcyklar under ett produktionsår. Samma år lanserades BMW C1, en slags skoter med tak för ökad säkerhet och komfort.  I maj 2011 hade man tillverkat 2 miljoner motorcyklar vid fabriken i Berlin. 2013 sålde BMW Husqvarna.
Inom motorcyklar tillhör BMW de ledande och har bland annat varit vanliga hos den svenska motorcykelpolisen. Man tillverkar såväl glidare som terrängmotorcyklar, deltar bland annat i Paris-Dakar-rallyt.

## Produktion
BMW Motorrads produktionsanläggning ligger i Spandau i västra Berlin i fabriken som bär beteckningen Werk 3.1. Dagsproduktionen är upp mot 570 motorcyklar och man tillverkar även bromsskivor för BMW:s personbilar här. BMW har idag även sammansättning av motorcyklar i Manaus i Brasilien på grund av tullrestriktioner. Bland andra produktionsorter inom BMW-koncernen som levererar till Spandaufabriken hör Landshut (motorblock) och München (motorer). En del motorer tillverkas av Rotax.

## Modellprogram
Motorcyklarna är, likt personbilarna, indelade i serier:

### R-serien

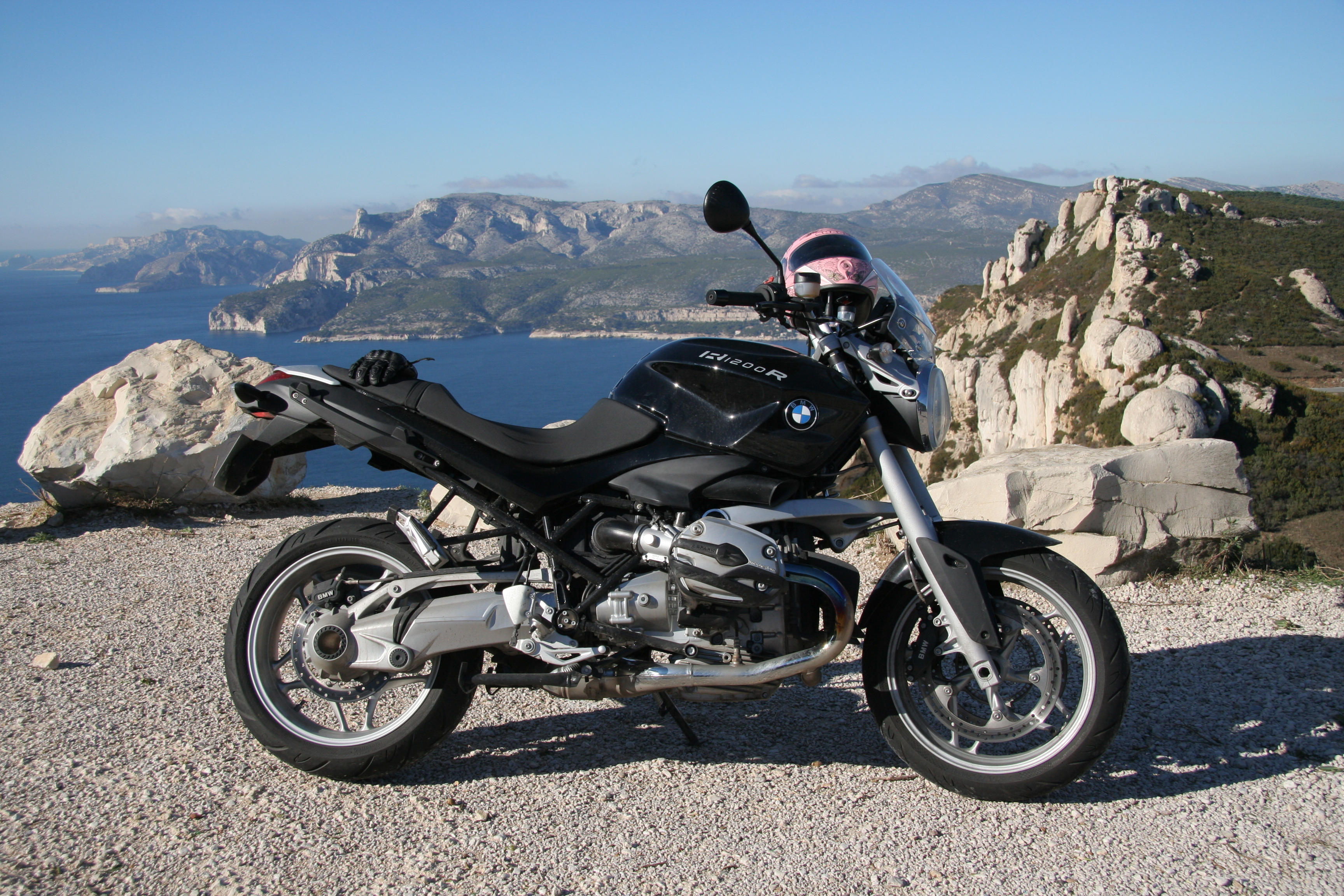
BMW R1200

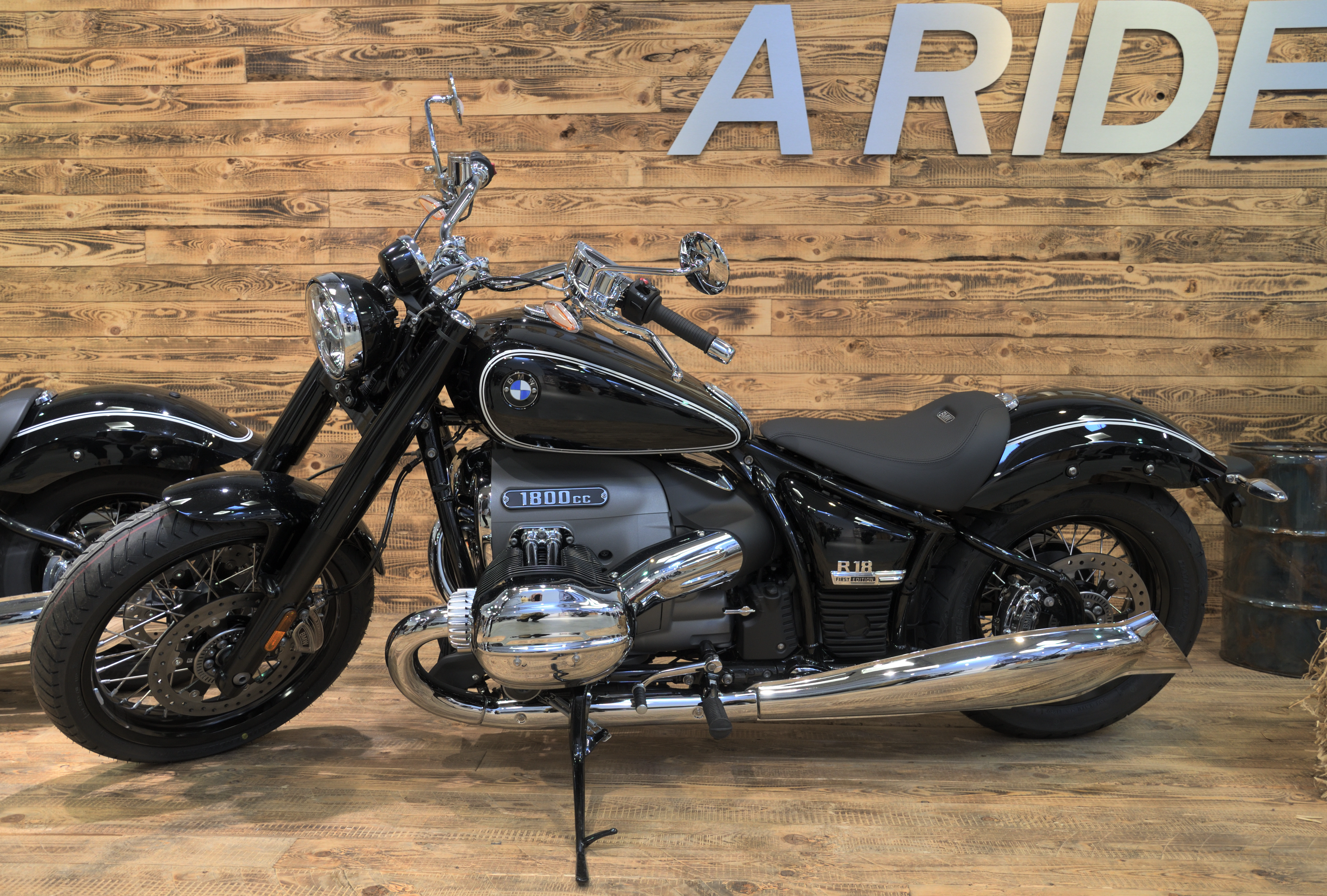
BMW R 18 (2020)

R-serien   - Tvåcylindring boxer
- R 1200 R
- R 1200 RT
- R 900 RT
- R 1200 GS
- R 1200 GS Adventure
- R 1250 GS
- R 1250 GS Adventure
- R nine-T
- R 18

### K-serien

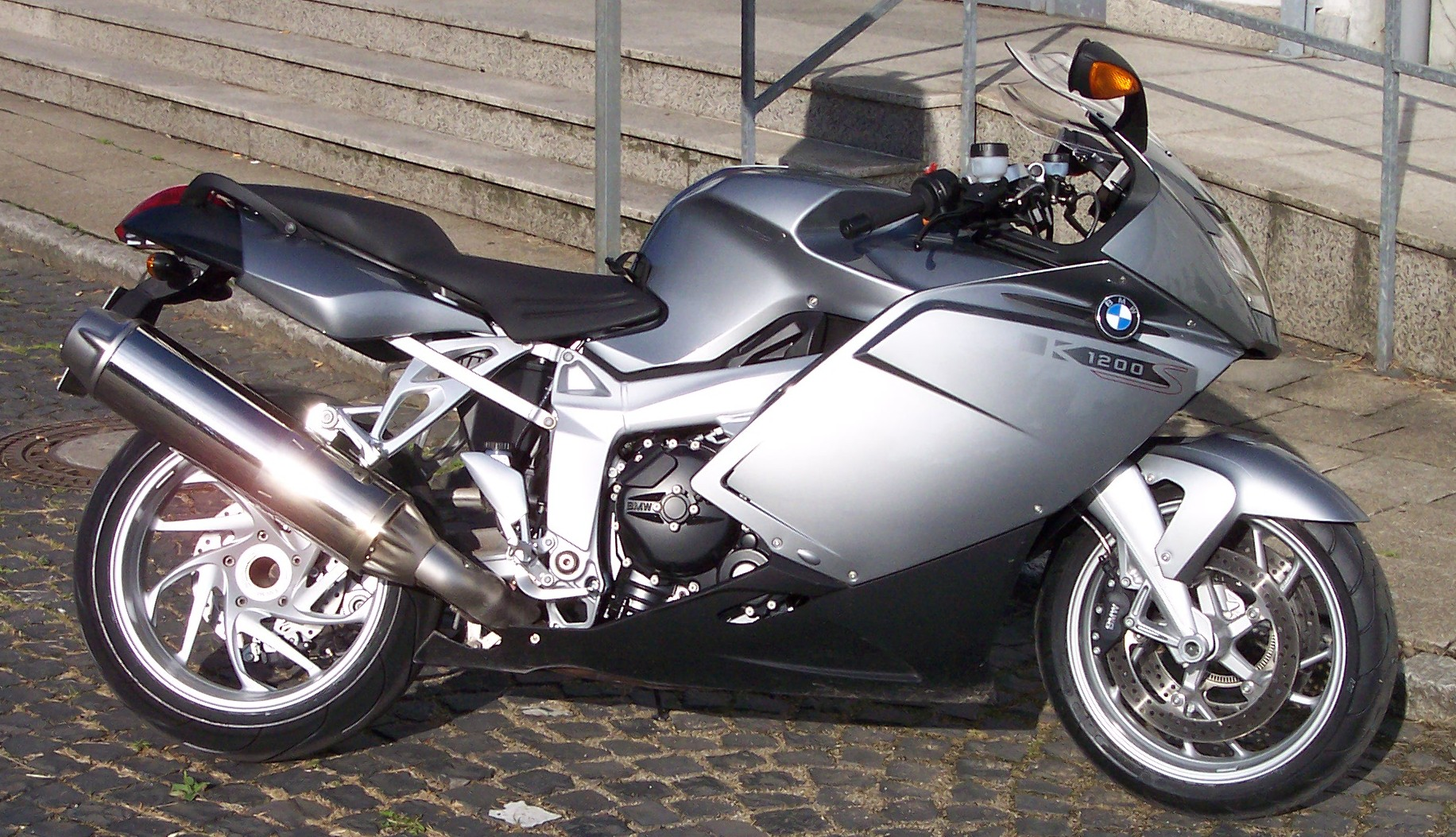
BMW K 1200

K-serien   - Fyrcylindrig radmotor, historiskt även trecylindriga och på senare tid sexcylindriga.
- K 1300 S
- K 1300 R
- K 1600 GT
- K 1600 GTL

### F-serien

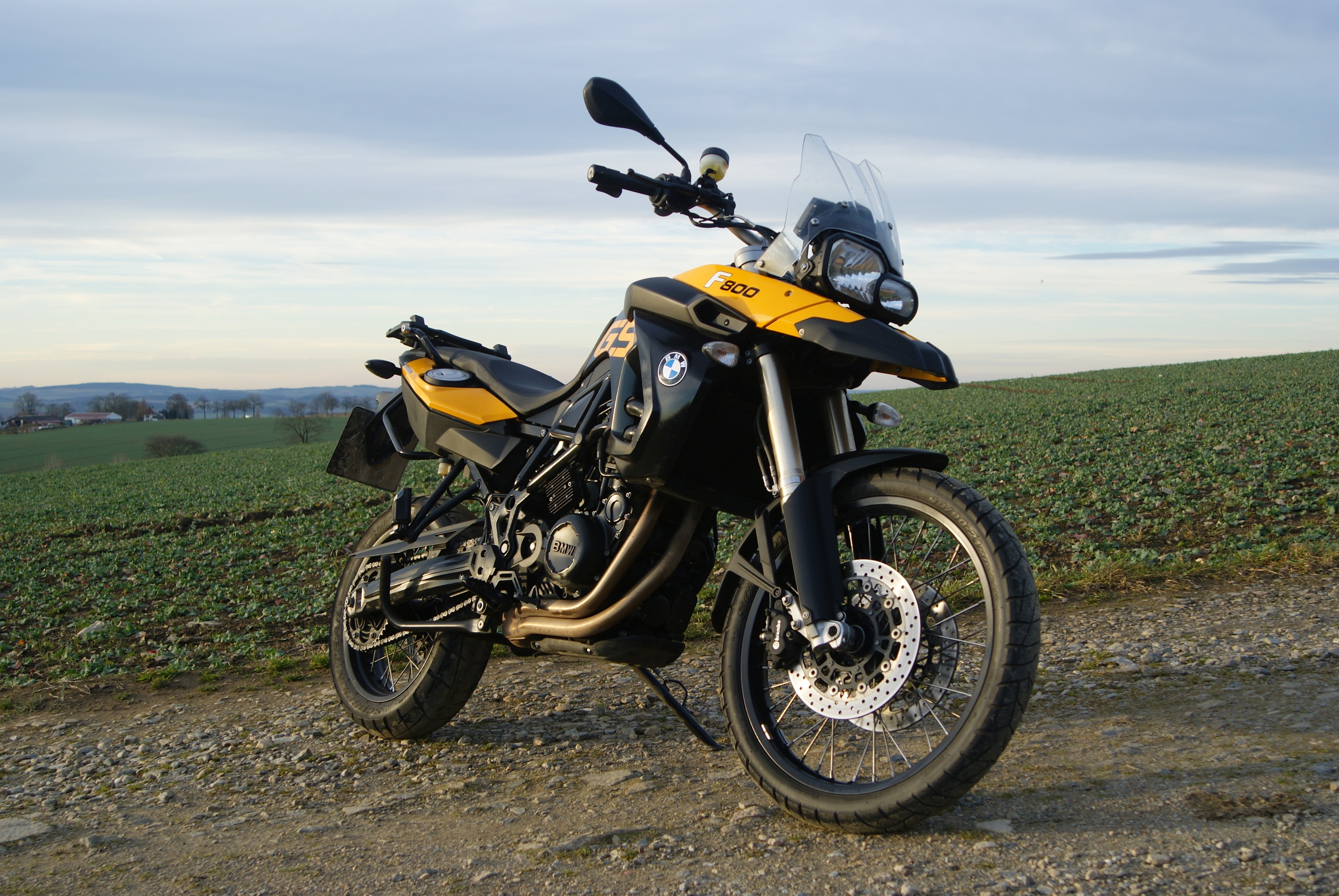
BMW F 800

F-serien   - Parallelltwin, historiskt även encylindriga
•  F 900 R
•  F 900 XR
- F 700 GS
- F 800 GT
- F 800 GS
- F 850 GS
- F 800 R

### G-serien

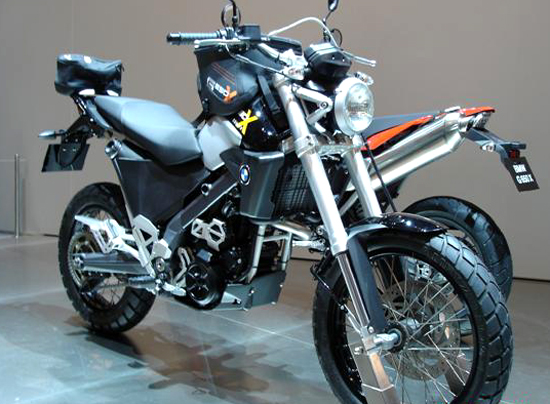
BMW G 650

G-serien   - Encylindriga offroad/motard
- G 650 GS

### HP-serien
HP2-serien - "High Performance", specialcyklar som görs i realivt små serier
- BMW HP4

### S-serien
- BMW S 1000 RR

### C-serien

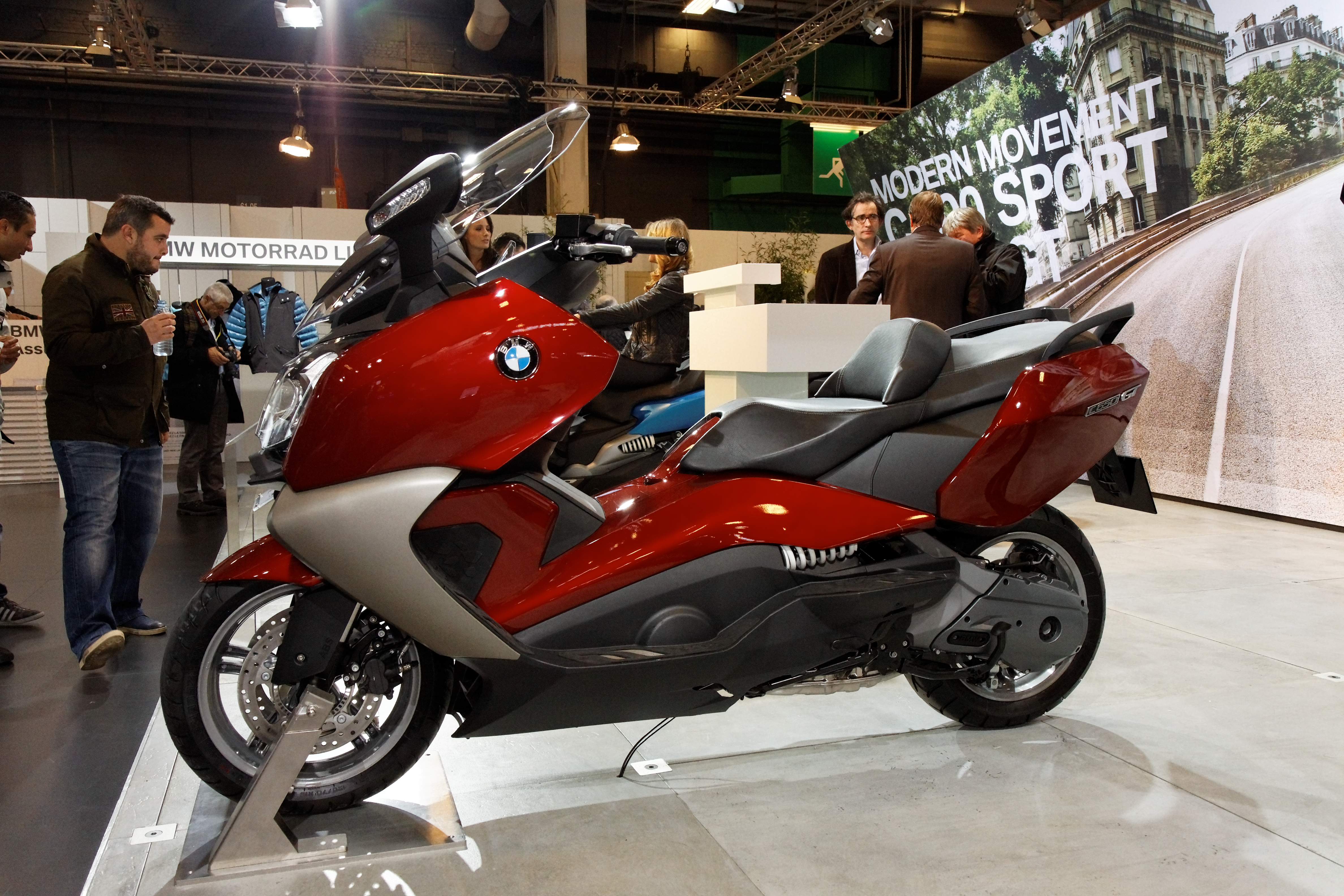
BMW C 650 GT

- BMW C 600 Sport
- BMW C 650 GT

### Tidigare serier
- BMW C1